# Estación 114 Sul
La Estación 114 Sul es una de las estaciones del Metro de Brasilia, situada en Brasilia, entre la Estación 112 Sul y la Estación Terminal Asa Sul.
Fue inaugurada en 2001 y atiende especialmente a los moradores de la extremidad sur del Asa Sul. Posee una pequeña terminal de pasajeros.

## Cercanías
- McDonald's - 114/115 Sul
- Centro Empresarial Casablanca